# Германова
Германова (пол. Hermanowa) — село в Польщі, у гміні Тичин Ряшівського повіту Підкарпатського воєводства.
Населення — 2628 осіб (2011).
У 1975-1998 роках село належало до Ряшівського воєводства.

## Демографія
Демографічна структура станом на 31 березня 2011 року:
|          | Загалом | Допрацездатний вік | Працездатний вік | Постпрацездатний вік |
| -------- | ------- | ------------------ | ---------------- | -------------------- |
| Чоловіки | 1327    | 313                | 853              | 161                  |
| Жінки    | 1301    | 277                | 738              | 286                  |
| Разом    | 2628    | 590                | 1591             | 447                  |